# Rozdroże pod Śmielcem
Rozdroże pod Śmielcem (1127 m n.p.m.)  – węzeł ścieżek w Karkonoszach na terenie Karkonoskiego Parku Narodowego.
Skrzyżowanie dróg leśnych na północnym zboczu szczytu Śmielec, przez które prowadzi ścieżka - Droga pod Reglami (Karkonosze).

## Szlaki turystyczne
Biegną tędy szlaki tyrystyczne:
- zielony: Śnieżne Kotły - Przełęcz Karkonoska
- niebieski:  Koralowa Śieżka - Jagniątkowo - Czarna Przełęcz[1].